# Пихао
Пихао (Piajao, Pijao) — мёртвый неклассифицированный индейский язык, на котором говорил народ пихао, проживающий в долине реки Магдалена в Колумбии до 1950-х годов. В настоящее время народ живёт в департаменте Толима.
Небольшой список слов был собран в 1943 году, в него входят только 30 слов и выражений языка пихао. Несколько слов, которые напоминают о карибских языках, считаются заимствованными; топонимы в местности пихао также карибские. Маршал и Сейхас (1973) не обнаружили значительные связи между пихао и другими неклассифицированными языками ареалов: колима, мусо, пантагора и панче, но они описаны ещё хуже, чем пихао.

## Словарь
amé дерево
homéro лук
sumén пить
čaguála каноэ
kahírre собака
alamán крокодил
tínki зуб
tána вода
nasés дом
hoté звезда
nuhúgi женщина
oréma мужчина
yaguáde ягуар
núna луна
ñáma рука
golúpa маниока
lún глаз
oléma ухо
pegil нога
tápe камень
orái красный
toléma змея
huíl солнце
tenú табак